# Amity (New York)
Amity ist eine Stadt im Allegany County, New York, Vereinigte Staaten. Das U.S. Census Bureau hat bei der Volkszählung 2020 eine Einwohnerzahl von 2.171 ermittelt. Der Name Amity bedeutet Freundschaft.
Die Town of Amity liegt im Zentrum des Allegany Countys, nordöstlich von Olean.

## Geschichte
Gegründet wurde die Stadt 1830 aus Teilen der Town of Angelica und der Town of Scio. Die ersten weißen Siedler hatten sich bereits 1804 in der Gegend niedergelassen.

## Geographie
Die Stadt hat eine Gesamtfläche von 89,5 km², davon sind  89,2 km² Land und 0,3 km² (oder 0,23 %) Gewässer.
Der Southern Tier Expressway (New York State Route 17/Interstate 86) führt durch die nordwestliche Ecke der Town, nördlich vorbei an Belvedere. New York State Route 19 und New York State Route 244 kreuzen sich in Belmont. Der Genesee River fließt in nördlicher Richtung durch Amity. In Amity befinden sich außerdem:
- Amity Lake – ein kleiner See an der östlichen Stadtgrenze
- Belmont – das Village liegt im Zentrum von Amity und ist County Seat
- Belvidere – ein Weiler im nordwestlichen Teil der Stadt an der State Route 19 (Willets Avenue). Die dortige Christ Episcopal Church wurde 1974 in das National Register of Historic Places aufgenommen.[2]
- Withey – Weiler in der nordöstlichen Ecke der Town an der State Route 244 (Mainville Road).
- Plum Bottom Creek – ein Bach, der durch die Town of Amity fließt

## Demographie
Zum Zeitpunkt des United States Census 2000 bewohnten Amity 2245 Personen. Die Bevölkerungsdichte betrug 25,1 Personen pro km². Es gab 1120 Wohneinheiten, durchschnittlich 12,5 pro km². Die Bevölkerung in Amity bestand zu 97,68 % aus Weißen, 0,76 % Schwarzen oder African American, 0,04 % Native American, 0,09 % Asian, 0 % Pacific Islander, 0,09 % gaben an, anderen Rassen anzugehören und 1,34 % nannten zwei oder mehr Rassen. 0,76 % der Bevölkerung erklärten, Hispanos oder Latinos jeglicher Rasse zu sein.
Die Bewohner Amitys verteilten sich auf 885 Haushalte, von denen in 30,6 % Kinder unter 18 Jahren lebten. 52,5 % der Haushalte stellten Verheiratete, 11,3 % hatten einen weiblichen Haushaltsvorstand ohne Ehemann und 32,0 % bildeten keine Familien. 26,6 % der Haushalte bestanden aus Einzelpersonen und in 12,8 % aller Haushalte lebte jemand im Alter von 65 Jahren oder mehr alleine. Die durchschnittliche Haushaltsgröße betrug 2,48 und die durchschnittliche Familiengröße 2,98 Personen.
Die Bevölkerung verteilte sich auf 25,6 % Minderjährige, 7,3 % 18–24-Jährige, 26,5 % 25–44-Jährige, 24,1 % 45–64-Jährige und 16,4 % im Alter von 65 Jahren oder mehr. Der Median des Alters betrug 39 Jahre. Auf jeweils 100 Frauen entfielen 100,6 Männer. Bei den über 18-Jährigen entfielen auf 100 Frauen 95,8 Männer.
Das mittlere Haushaltseinkommen in Amity betrug 34.153 US-Dollar und das mittlere Familieneinkommen erreichte die Höhe von 40.387 US-Dollar. Das Durchschnittseinkommen der Männer betrug 31.394 US-Dollar, gegenüber 21.065 US-Dollar bei den Frauen. Das Pro-Kopf-Einkommen belief sich auf 15.304 US-Dollar. 11,6 % der Bevölkerung und 7,6 % der Familien hatten ein Einkommen unterhalb der Armutsgrenze, davon waren 15,3 % der Minderjährigen und 4,2 % der Altersgruppe 65 Jahre und mehr betroffen.

## Söhne und Töchter der Stadt
- Hamilton Ward, Jurist und Politiker

## Trivia
Die Stadt wurde durch den Film Der weiße Hai bekannt. Tatsächlich liegt Amity, New York jedoch nicht an der Küste. Die im Film gezeigte Insel Amity Island ist rein fiktiv, die Dreharbeiten fanden auf Martha’s Vineyard statt.

## Belege
1. ↑  Explore Census Data Total Population in Amity town, Allegany County, New York. Abgerufen am 10. Februar 2023.
2. ↑  National Register Information System. In: National Register of Historic Places. National Park Service, abgerufen am 13. März 2009 (englisch).
3. ↑  Population and Housing Unit Estimates. Abgerufen am 26. September 2024 (englisch).
4. ↑  Census of Population and Housing. Census.gov, abgerufen am 26. September 2024 (englisch).